# Геомаш
ГЕОМАШ — российский производитель бурового оборудования.

## История

### 1885—1920 гг.
Щигровское акционерное общество «Геомаш» создано на базе производственного объединения «Геомаш» в составе завода геологоразведочного оборудования и специального конструкторского бюро. В адресе-календаре Российской империи за 1912 год издателя Суворина отмечено: «Щигровский чугунно-литейный и механический завод основан в 1885 году в с. Сныткино, Троицкой волости Щигровского уезда». Основателем завода, численность которого не превышала 25 человек, был Померанцев Н. И. в 1892 году завод перешел в руки предпринимателя Бобровского Д. В., а затем в 1910 году в руки купца Щеглова. Техническим руководителем предприятия на заре его становления был потомственный рабочий Онисим Сидорович Яковлев, его преемником впоследствии стал сын — Владимир Онисимович Яковлев, на плечи которого легла вся тяжесть становления предприятия в тяжелейшие годы Октябрьской революции, гражданской войны, первых пятилеток, Великой Отечественной войны и послевоенного восстановления разрушенного до основания хозяйства.
В первые годы становления, завод специализировался на ремонте и производстве сельскохозяйственного инвентаря и ритуальных услуг — конных молотилок, маслодельных прессов, крестов, памятников и т. п. оборудования.

### 1920—1941 гг.
Специализация предприятия на выпуске геологоразведочного оборудования относится к 20-м годам нынешнего столетия и связана с изыскательскими работами Курской магнитной аномалии под руководством известного ученого — геолога Губкина Ивана Михайловича.
В 1921 году в семи километрах от Щигров в районе села Лозовка была заложена первая изыскательских работах КМА буровая скважина, бурение которой велось заграничным оборудованием. Для буровиков требовались запасные части к оборудованию, спец.инвентарь и приспособления, изготовление которых было поручено механическому заводу. И с порученным заданием коллектив завода успешно справился, и не только справился, а начал выпускать отечественное буровое оборудование.
Уже в 1924 году была выпущена первая копровая лебедка для ударного бурения, в 1926 году по собственной технологии завод начал производство чугунной буровой дроби, что позволило заменить дорогостоящее алмазное бурение. В 1927 году были выпущены буровые станки КМА-300, в 1935 году освоен выпуск станков ударного бурения УА-75, насосных лебедок типа НГ. Росли темпы роста производства, возрастал авторитет предприятия в отрасли, росли его люди. Предприятие приобретало широкую известность в стране как поставщик современного бурового оборудования. Однако, мирный созидательный труд коллектива был прерван началом Великой Отечественной войны, ставшей для коллектива суровым испытанием его прочности.

### 1941—1945 гг.
По решению Правительства 4 ноября 1941 года завод был эвакуирован на Урал в город Орск Оренбургской области. Труден и опасен был переезд, который длился почти две недели. По прибытии оборудования и 65 рабочих специалистов в течение 2-х суток в складских помещениях МТС было налажено производство оборонной продукции — корпусов для боеприпасов. Люди сутками не покидали рабочих мест, работали не щадя сил в невыносимо тяжелых условиях во имя Победы. Вскоре, после освобождения в феврале 1943 года Щигров от немецких оккупантов эвакуированный завод возвратился в родной город и началось его восстановление их руин. Восстановительными работами руководили директор Митрофан Васильевич Русанов и технический руководитель Владимир Онисимович Яковлев. Сегодня трудно представить те трудности и те условия, в которых шло восстановление предприятия — полнейшая разруха народного хозяйства, вызванная войной, исключительно ручной труд, отсутствие материально-технических и трудовых ресурсов, особенно специалистов. Но непреклонная воля коллектива, помноженная на трудовой энтузиазм позволили уже к середине 1944 года ввести в эксплуатацию вагранку для выплавки чугуна. О значимости этого события свидетельствовала поздравительная телеграмма Председателя Государственного комитета обороны И. В. Сталина в адрес коллектива.

### 1945—1970 гг.

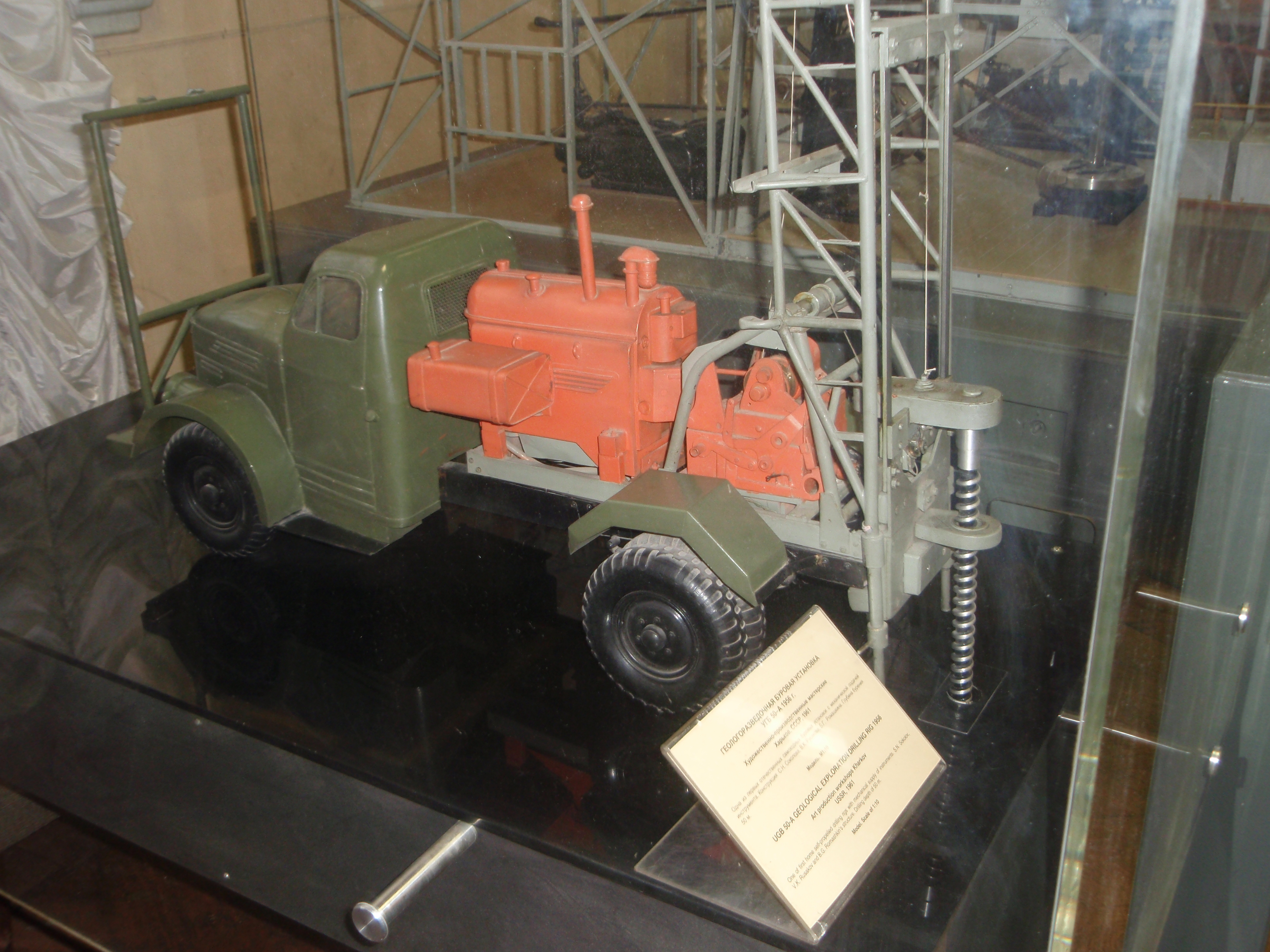
Геологоразведочная буровая установка УГБ 50-А 1956 года (модель), Государственный Политехнический музей (г.Москва)

В течение 4-х послевоенных лет завод был поднят из руин, освоил производство более 10 наименований геологоразведочного оборудования и достиг довоенной мощности.
Достигнув довоенной мощности, предприятию стало тесно в восстановленных довоенных помещениях, тем более, что резко возросла потребность в геологоразведочном оборудовании, связанной с восстановлением разрушенного войной народного хозяйства страны. Правительством было принято решение о реконструкции предприятия в первой половине пятидесятых годов. И такая реконструкция было осуществлена в невероятно короткие сроки. К началу 1955 года были заново построены кузнечный, литейный, механический и заготовительный цехи, здание ИЭЦ, заводоуправление и заводской Дом культуры, общежития и жилой комплекс на одной из улиц города, а в 1958 году был введен в эксплуатацию и ныне существующий сборочный цех. Реконструкция завода, а практически строительство совершенно нового завода, была начата директором завода Русановым Митрофаном Васильевичем, который директорствовал с 1939 по 1951 и на долю которого пришлись самые тяжкие для коллектива предприятия годы. Заканчивал реконструкцию завода директор Бычихин Николай Илларионович, руководивший предприятием с 1951 по 1955 год. Нынешнее поколение коллектива, нынешняя значимость и авторитет предприятия во многом обязаны этим первым послевоенным его руководителям. Именно в годы их директорствования завод начал входить в число ведущих предприятий страны по выпуску геологоразведочного оборудования и буровой техники.
Большой вклад в дальнейшее развитие завода внес коллектив предприятия под руководством директоров Тарасенко Евгений Петрович (1955-1957), Романова Николая Александровича (1957—1958), Сухомлина Николая Васильевича (1958-1961), Смирнова Сергея Григорьевича (1961-1967). В эти годы объёмы промышленного производства возрастали семимильными шагами, обновлялось оборудование, осваивался выпуск современного нового бурового оборудования, в том числе высокопроизводительных буровых установок БС-3А, УГБ-50, УГБ −150. В связи с быстрыми темпами наращивания объёмов промышленного производства, предприятие значительно превысило его производственные мощности и оно стало буквально задыхаться на существующих производственных площадях. Для его дальнейшего развития требовалось увеличение производственных мощностей, оснащение передовым прогрессивным оборудованием. Эту задачу коллектив предприятия успешно решил под руководством Майорова Михаила Васильевича, который директорствовал с 1967 по 1972 В эти годы была произведена реконструкция механического цеха с пристройкой нового проекта, реконструкция цеха металлоконструкций с пристройкой практически новых 2-х пролетов, осуществлено строительство нового блока цехов, интенсивно осуществлялось строительство многоквартирных жилых домов для работников предприятия, а объём промышленного производства практически удвоился.

### 1970—1990 гг.
В 1972 году к руководству предприятием пришел Алексиков Василий Федорович, который руководил предприятием до 1987 года. Этот период исторического пути коллектива предприятия характеризуется небывалым взлетом трудовой активности его тружеников, творческого поиска путей совершенствования выпускаемой техники и технологии, выпуска предприятия со своей продукцией на широкой внешний рынок сбыта. Это стало возможным с созданием в 1976 году на базе завода производственного объединения «Геомаш» с включением в него специального конструкторского бюро (СКБ). В эти годы практически обновлена номенклатура выпускаемой продукции, созданной инженерными кадрами предприятия, обновлено оборудование, широкое развитие получило внедрение прогрессивного оборудования, в том числе и с числовым программным управлением. Продукция предприятия поставлялась более, чем в 30 стран Европы, Азии, Африки и Латинской Америки. Развивалась социальная сфера предприятия, высокими темпами велось жилищное строительство. В 1985 году коллектив предприятия широко отметил свой славный юбилей — 100-летие со дня основания, а Президиум Верховного Совета СССР свои указом от 26 сентября 1985 года наградил предприятия за заслуги в развитии буровой техники для геологоразведочных работ, высокие производственные достижения и в связи со 100-летием со времени основания орденом «Знак Почета». Правительственных наград удостоилась и большая группа рабочих, инженерно-технических работников и служащих предприятия, среди которых и директор Алексиков В. Ф.

### 1990—2022 гг.

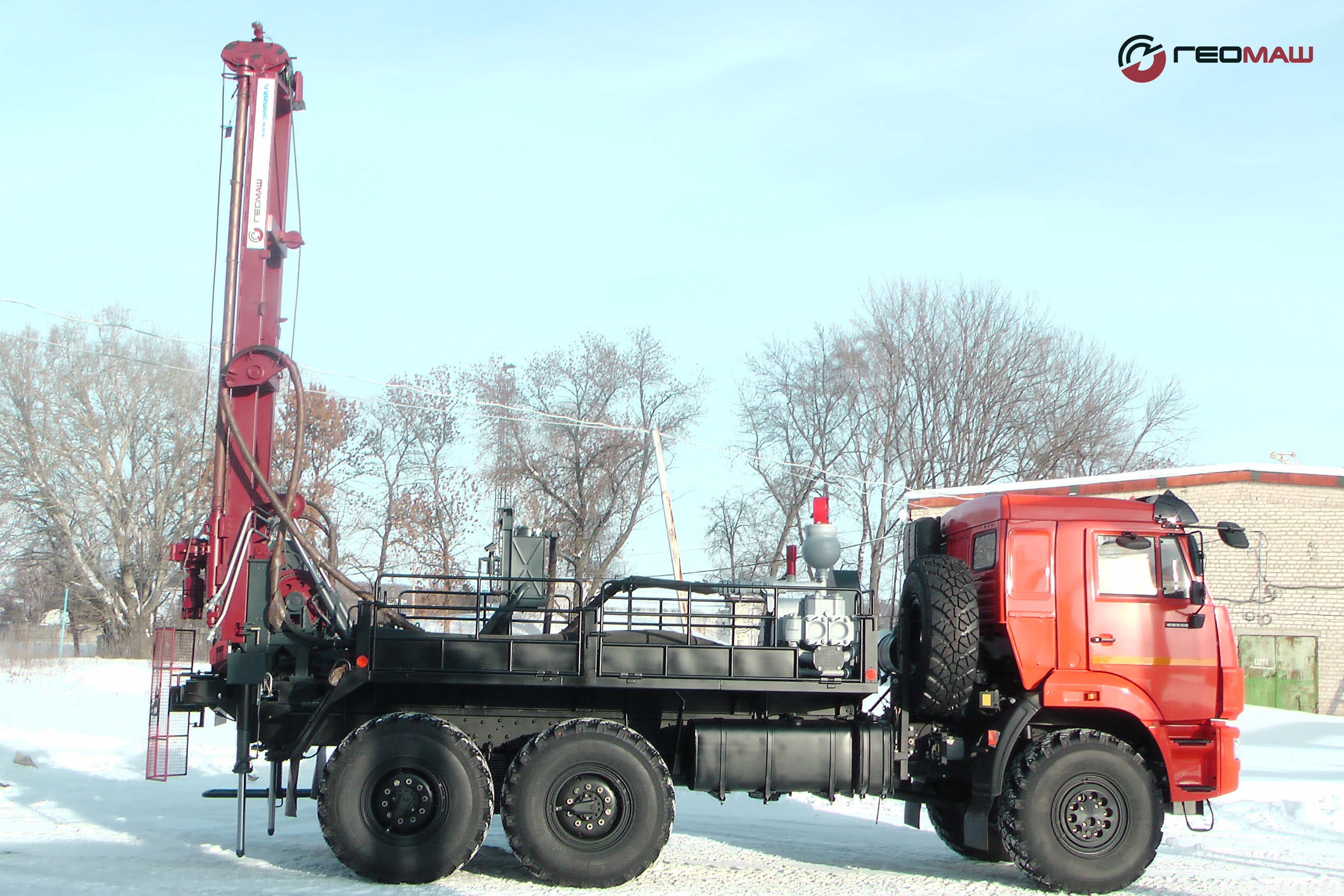
Буровая установка ПБУ-2 (Производитель — АО «Геомаш»)

В постсоветское время предприятие было акционировано и уже подчинялось законам новых условий рынка. Были освоены новые образцы буровой техники, а также модернизировалась уже выпускаемая. С 1987 года по 2000 год предприятием руководил Широконосов Геннадий Васильевич, с 2000 года по 2002 год — Майоров Олег Михайлович. 
С 2002 года по 2022 год Аниканов Василий Иванович. С 2022 года по 2024 год  Зарытов Сергей Александрович, с 2024 года Гузаков Сергей Владимирович.
Сегодня среди наиболее известной продукции завода — ПБУ-2, УГБ серии 587, УШ-2Т4, АЗА-3, ЛБУ-50, ЛБУ-50-07; 50-08; 50-30, ББУ-000; 001, БКМ, МБУ, МСБ, УБВ-318, УСГ-012, роторные буровые установки УРБ-25 (грузоподъемность 25 тонн), УРБ-40 (грузоподъемность 40 тонн), гусеничные вездеходы ГТМ-0,8, ГТМ-1,4, а также буровой инструмент.
Среди тружеников предприятия в период только с 1960 по 2022 г. было награждено Правительственными наградами, орденами и медалями свыше 100 человек за высокие трудовые достижения, сотни членов коллектива были удостоены ведомственных знаков отличия, более 2000 человек были удостоены Почетного звания «Ветеран труда».

### 2022—н. в.
В 2022 году компания Геомаш объединилась с Объединёнными заводами буровой техники, г. Санкт-Петербург. Собственником компании стал бизнесмен, Роман Кондратьев.
Внедряются современные методы управленческого менеджмента. Разворачиваются работы по импортозамещению бурового оборудования и инструмента. Открываются новые цеха, осваивается новое высокопроизводительное оборудование.

## Деятельность
Компания «Геомаш» производит самоходные и малогабаритные буровые установки для решения задач в области бурения геологоразведочных, сейсморазведочных, инженерно-геологических скважин, бурения скважин различного назначения при выполнении строительных работ, а также гидрогеологических скважин.
Система менеджмента качества компании «Геомаш» соответствует стандарту ISO 9001:2015 в отношении проектирования и изготовления передвижных буровых установок, запасных частей и бурового инструмента к ним.
Входит в Союз производителей нефтегазового оборудования
Входит в Союз Торгово-промышленная палата России
В компании работает 500 человек.